# São José do Povo
São José do Povo est une municipalité brésilienne située dans l'État du Mato Grosso.